# 半人馬座V761
半人馬座V761，又名CD-38 9329，HD 125823、SAO 205497、HR 5378，是半人馬座的一颗恒星，视星等为4.42，位于銀經321.57，銀緯20.02，其B1900.0坐标为赤經14h 16m 52.4s，赤緯-39° 20.02′ 18″。